# أوكيغاهارا في الثقافة الشعبية
بسم الله الرحمن الرحيم و به نستعين و نتوكل له في أمرنا
وصلى الله على اشرف الخلق و المرسلين الذي جهلة الله خاتم أنبيائه و اصطفاه على سائر رسله و أنبيائه و على آل الذي جعلهم الله سبحانه أوصياء من بعد خاتم نبيه أولهم أمير المؤمنين علي بن أبي طالب إلى المهدي المنتظر و قائمهم، الذي يملئ الأرض قسطاً و عدلاً كما ملئت ظلماً و جوراً،
أما بعد...
فأني توكلت على الرب الذي خلق الأكوان و الأنس على ما سوف أقدمه إلى دين الله الذي شوهوا النفوس الضعيفة و أصحاب السقيفة الذين أغتصبوا ما أمر به الله و رسوله، فأني سوف أقوم بهذا المدونة بنشر الحق و كشف الباطل و إظهار الحقائق التي غابت عن عوام أهل السنة أو منهم يعلمون و هم ساكتون عن الحق، فأن هذا المدونة سيكون بحسن ظنكم، توكلت على الله الذي لا يخيب أمر الحق.

## في الأنميشن والمانغا
في سلسلة الرسوم المتحركة طوكيو غول يستخدم مقهى الغيلان المسمى الأنتيك أجساد البشر الذين انتحروا في مواقع (Aokigahara) أوكيغاهارا، لإطعام الغيلان لتجنب قتل البشر من أجل التغذية.

## في الأفلام
- حيث يروي فيلم بحر الأشجار المنتج عام 2015 مع ماثيو ماكونهي، كين واتانابي وناعومي واتس قصة تحدث في هذه الغابة حول نفس القضية. [بحاجة لمصدر]
- في الفيلم الأمريكي الغابة (فيلم 2016)، وهي امرأة (الذي تظهر به ناتالي دورمر) حيث تسافر إلى أوكيغاهارا مليئة بالأشباح لإنقاذ شقيقتها التوأم (التي لعبت أيضا دورها ناتالي دورمر). [5]

## في ألعاب
- في لعبة القتال (أكاتسكي بليتزكامبف Akatsuki Blitzkampf) ، تدور أحداث بطل الرواية أكاتسكي على ضفة بحيرة سايكو وبداية منطقة (Aokigahara).

## في الأدب
- غابة الانتحار (الأماكن الأكثر رعبًا في العالم) لجيريمي بيتس (مؤلف) هي رواية رعب لعام 2015 تدور أحداثها داخل الغابة.[1]
- الثلاثة: رواية لسارة لوتز (Sarah Lotz) هي رواية عام 2014 تصور أوكيغاهارا كمكان لَقِيت فيه العديد من الشخصيات حتفها إما في تحطم طائرة أو عن طريق الاختيار.[2]
- Nami no Tō (برج الأمواج) من تأليف سيشو ماتسوموتو هي رواية تعود لعام 1960 تشير إلى شعبية الغابة كموقع انتحار.[3]
- بحر الأشجار للكاتب يانيك ميرفي هي رواية عام 1997 عن فتاة صغيرة محتجزة في معسكر منعزل خلال الحرب العالمية الثانية.[4]
- جزر الصنوبر من تأليف ماريون بوشمان هي رواية ألمانية لعام 2017 تصور الغابة بالإضافة إلى العديد من المواقع الانتحارية الشائعة الأخرى في اليابان.[5]